# Anna Kéthly
 (août 2022).
Si vous disposez d'ouvrages ou d'articles de référence ou si vous connaissez des sites web de qualité traitant du thème abordé ici, merci de compléter l'article en donnant les références utiles à sa vérifiabilité et en les liant à la section « Notes et références ».
Anna Kéthly (Budapest, le 16 novembre 1889 - Blankenberghe, Belgique, le 7 septembre 1976) est une femme politique hongroise, membre du parti social-démocrate, représentante à l'Assemblée nationale de Hongrie de 1922 à 1948 et ministre durant l'insurrection de Budapest en 1956. Son collègue Vilmos Böhm l’appelait la « Jeanne d’Arc de la politique hongroise ». Elle est morte en exil.

## Biographie
Elle était l’un des neuf enfants nés dans une famille pauvre de Budapest, en Hongrie.
À l’âge de quinze ans, elle a commencé à travailler dans une usine de confection, mais a rapidement trouvé un travail plus attrayant dans le bureau de rédaction d’un magazine féminin, ce qui lui a donné la chance de poursuivre ses études.
À partir de 1917, Kéthly travaille pour la Magántisztviselők Országos Szövetsége (« Association nationale des employés privés »), dont elle deviendra plus tard vice-présidente. La même année, elle adhère au Parti social-démocrate hongrois et devient un membre actif du Parti.
En 1919, Kéthly est élue à un comité du Parti. Au cours des années suivantes, elle collabora fréquemment au journal du Parti Népszava.
En 1922, Kéthly est élue au Parlement en tant que membre du Parti social-démocrate et représente son parti au parlement sans interruption jusqu’à l’invasion allemande de la Hongrie en mars 1944. Après l’invasion allemande, Kéthly quitte Budapest et vit dans le pays avec de faux papiers sous une identité assumée.
Après la Seconde Guerre mondiale, Kéthly est redevenue politiquement active et a aidé à réorganiser le Parti social-démocrate hongrois et elle a été élue au Comité politique du Parti. En avril 1945, elle est élue membre de l’Assemblée nationale provisoire et aux élections générales de novembre de la même année, elle est réélue au parlement, cette fois à la tête de la faction sociale-démocrate, et est nommée vice-présidente du Parlement. Kéthly a fréquemment contribué à des articles dans des journaux socialistes et a été active dans le maintien du contact avec les partis socialistes internationaux en Occident. Dans la Hongrie d’après-guerre, elle était l’une des principales opposantes à la fusion de son parti avec le Parti communiste hongrois et, dans la lutte de pouvoir interne qui s’ensuivit, en mars 1948, elle fut renvoyée du Parti et peu de temps après, elle perdit également son siège au Parlement et fut placée en résidence surveillée pendant deux ans.

## Arrestation
En juin 1950, Kéthly, avec plusieurs autres membres du Parti social-démocrate, est arrêtée par les communistes, qui ont entre-temps pris le contrôle de la Hongrie. En janvier 1954, après plus de trois ans de prison, elle est accusée d’espionnage et d’activités dirigées contre l’État et condamnée à la réclusion à perpétuité. À la suite de pressions internationales de la part des partis socialistes occidentaux, elle a été graciée et libérée, mais maintenue sous « observation » permanente.

## Insurrection de Budapest et départ en exil
Le 31 octobre 1956, à la suite de la renaissance du Parti social-démocrate hongrois pendant la Révolution, elle devient présidente du Parti. Le 1er novembre, elle a assisté à la Réunion de l’Internationale Socialiste à Vienne, en Autriche. Le lendemain, 2 novembre, le Gouvernement hongrois l’a nommée déléguée à l’Assemblée générale des Nations unies. Le 3 novembre, son parti nomma Kéthly à un poste ministériel dans le nouveau gouvernement de coalition d’Imre Nagy, mais à l’aube du lendemain, le 4 novembre 1956, l’Union soviétique envahit la Hongrie et on lui conseilla de s’envoler pour New York et de faire appel à l’Assemblée générale des Nations unies au nom de la Hongrie. Finalement, elle s’installe à Londres, au Royaume-Uni, où elle continue à écrire et à éditer des publications socialistes.
En 1959, à Vienne en Autriche, elle participe à la réunion de « Commémoration de la journée mondiale des réfugiés » au côté de Thubten Jigme Norbu qui représente son frère le dalaï-lama et de l'Algérien Malek Dakhlaoui.
En 1962, la Cour suprême hongroise a examiné la grâce accordée à Kéthly en 1954 et, par contumace, lui a imposé une peine de trois ans de prison pour activités anti-étatiques.
Anna Kéthly est décédée le 7 septembre 1976 à Blankenberge, en Belgique.
En octobre 1990, ses cendres ont été retournées en Hongrie et enterrées. Une réhabilitation complète d’Anna Kéthly a eu lieu le 7 juillet 1994, lorsque la Cour suprême hongroise a annulé le verdict de 1962 contre elle.